# Cymothales liberiensis
Cymothales liberiensis là một loài côn trùng trong họ Myrmeleontidae thuộc bộ Neuroptera. Loài này được van der Weele miêu tả năm 1904.